# Charles Leo Hitchcock
Charles Leo Hitchcock (Newhall, Califórnia, 23 de abril de 1902 — 1986) foi um botânico e zoólogo norte-americano.
Escreveu com Arthur Cronquist "Flora of the Pacific Northwest; an illustrated manual".